# 韓滌魯
韓 滌魯（かん てきろ、999年 - 1071年）は、遼（契丹）の政治家。名は宗福。字は遵寧。契丹名は滌魯。韓徳威の子の韓雱金（耶律遂正、字は韓隠）の子にあたる。

## 経歴
幼いころ宮中で養育され、小将軍の位を受けた。重熙初年、北院宣徽使・右林牙・副点検を歴任した。惕隠の位を受け、西北路招討使となり、漆水郡王に封じられた。軍籍にある者3280人を削減するよう請願した。後に回鶻の使者から獺の毛裘を、阻卜から貢物を横領し、事が発覚して杖罰を受け、官爵を剥奪された。まもなく北院宣徽使として再起した。重熙19年（1050年）、烏古敵烈部都詳穏となった。まもなく東北路詳穏となり、混同郡王に封じられた。
清寧初年、鄧王に徙封され、南府宰相に抜擢された。老年のため隠退を願い出て、さらに韓王に改封された。
咸雍7年（1071年）、死去した。享年は73。

## 妻子

### 妻
- 阿睦葛別胥

### 男子
- 耶律承訓（字は乙辛隠、契丹名は燕五）
- 耶律承規（字は孔寧、契丹名は敵烈）
- 耶律承道（字は魯不菫、契丹名は孔古里）

### 女子
- 耶律当哥（蕭胡睹古（蕭図玉の子の蕭双古の子）の妻）

## 伝記資料
- 『遼史』巻82 列伝第12
- 耶律宗福墓誌銘
- 孔寧敵烈太保墓誌